# Crangonyctidira
Crangonyctidira es un parvorden de pequeños crustáceos anfípodos que contiene 889 especies distribuidas por todo el mundo.

## Clasificación
Se reconocen 19 familias agrupadas en dos superfamilias:
- Superfamilia Allocrangonyctoidea  Holsinger, 1989 - 77 especies
  - Familia Allocrangonyctidae  Holsinger, 1989 - 2 especies
  - Familia Crymostygidae  Kristjánsson & Svavarsson, 2004 - 1 especie
  - Familia Dussartiellidae  Lowry & Myers, 2012 - 3 especies
  - Familia Kergueleniolidae  Lowry & Myers, 2013 - 1 especie
  - Familia Pseudoniphargidae  Karaman, 1993 - 70 especies
- Superfamilia Crangonyctoidea  Bousfield, 1973 - 812 especies
  - Familia Austroniphargidae  Iannilli, Krapp & Ruffo, 2011 - 8 especies
  - Familia Chillagoeidae  Lowry & Myers, 2012 - 1 especie
  - Familia Crangonyctidae  Bousfield, 1973 - 265 especies
  - Familia Giniphargidae  Lowry & Myers, 2012 - 1 especie
  - Familia Kotumsaridae  Messouli, Holsinger & Reddy, 2007 - 1 especie
  - Familia Neoniphargidae  Bousfield, 1977 - 26 especies
  - Familia Niphargidae  Bousfield, 1977 - 399 especies
  - Familia Paracrangonyctidae  Bousfield, 1983 - 2 especies
  - Familia Paramelitidae  Bousfield, 1977 - 72 especies
  - Familia Perthiidae  Williams & Barnard, 1988 - 2 especies
  - Familia Pseudocrangonyctidae  Holsinger, 1989 - 23 especies
  - Familia Sandroidae  Lowry & Myers, 2012 - 3 especies
  - Familia Sternophysingidae  Holsinger, 1992 - 8 especies
  - Familia Uronyctidae  Lowry & Myers, 2012 - 1 especie